# Creixement en taca d'oli
El creixement en taca d'oli és un model d'ús i ocupació del territori que s'ha estès pel món desenvolupat a partir del darrer quart del segle xx. Aquest model es caracteritza per un creixement extensiu, dispers i de baixa densitat d'edificació que afecta tant els creixements residencials, com els comercials i industrials, i per un elevat consum de territori.

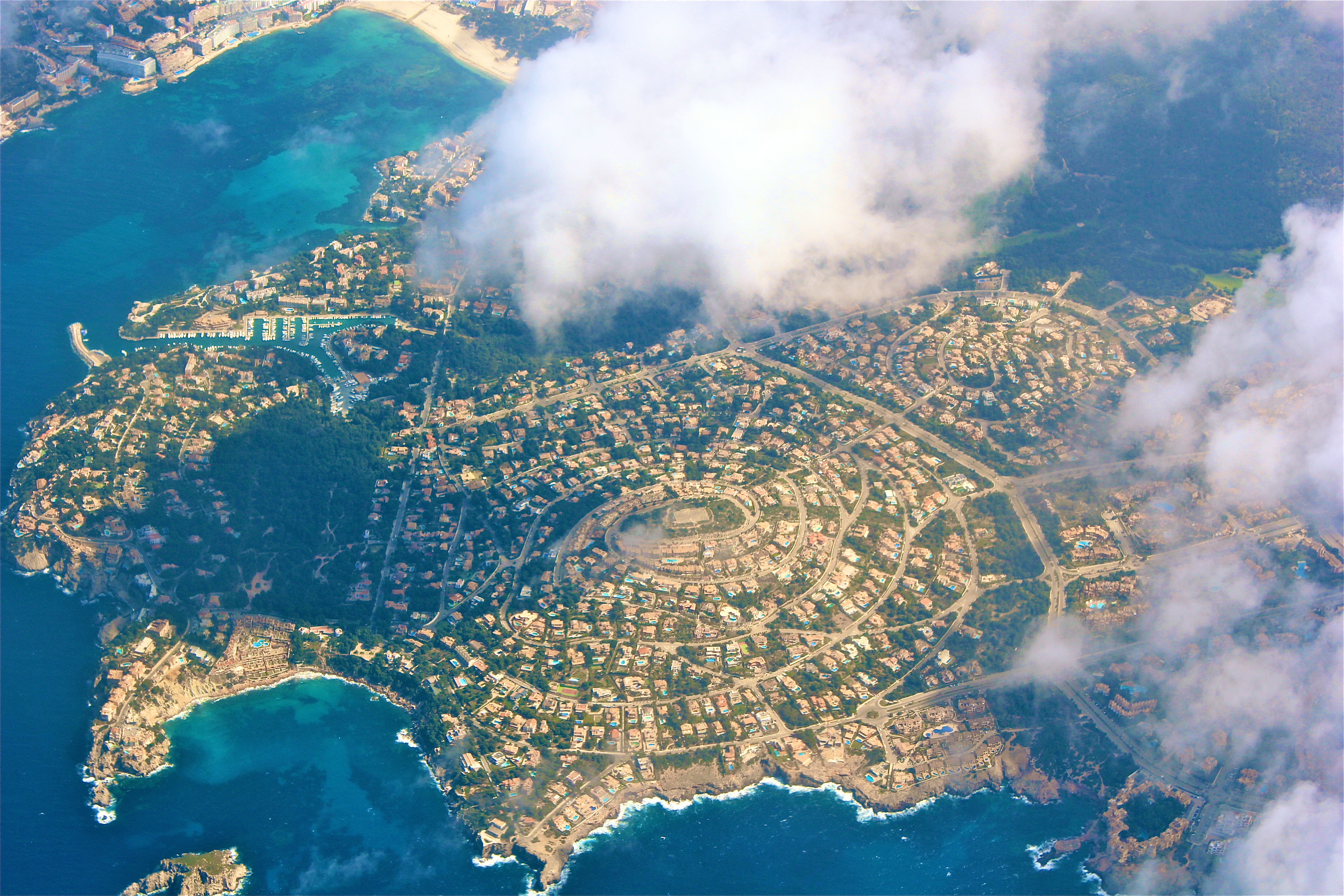
Creixement en taca d'oli a Santa Ponça

La ciutat de baixa densitat residencial està formada per habitatges unifamiliars amb jardí i s'oposa al model de ciutat compacta típicament mediterrani, amb mescla d'activitats en l'espai i amb densitats moderades. Aquest tipus d'urbanitzacions es caracteritza per uns processos d'estancament demogràfic i suburbanització selectiva, i comporta una sèrie de problemes: més consum de sòl, d'energia i d'aigua, encariment dels serveis públics, segregació social, dificultats de transport i fragmentació dels processos productius.